# Nicolas-Joseph Frémiot
Pour les articles homonymes, voir Frémiot.
Nicolas-Joseph Frémiot (Nicolas-Marie-Joseph Frémiot), né le 5 octobre 1818 à Bellefontaine (Vosges) et mort le 4 juillet 1854 à l'embouchure de la rivière Mississagi au nord du lac Huron, est un prêtre, jésuite et missionnaire.

## Biographie
Nicolas Frémiot est le fils de Joseph Frémiot et de Marie-Jeanne Didier, il grandit à Bellefontaine dans le département des Vosges. 
Il étudie cinq ans chez les Jésuites avant d'être nommé Diacre en 1846. L'année suivante il est ordonné prêtre et rejoint les missionnaires de la Compagnie de Jésus au Canada. Il s'embarque pour Montréal où il passera quelques mois pour s'acclimater à son nouveau pays.
Dès 1848, il part avec le père Choné fonder une mission sur les rives ouest du lac Supérieur à Pigeon River sur la rivière du même nom. Pour entrer facilement en contact avec les Indiens, Frémiot s'est mis à étudier le Saulteaux, la langue du peuple Ojibwa.
En 1849, Choné et Frémiot rejoignent les rives de la rivière Kaministiquia, près de Fort William où le père Frémiot dirigea la construction de la nouvelle mission de l’Immaculée-Conception.
Puis en 1852, Frémiot fonde une  nouvelle mission au bord du lac Nipigon où vient d'être créée une réserve Ojibwés.
Frémiot partit seul vers sa nouvelle mission dans l'île Manitoulin, dont le nom signifie île des Esprits. Il s'installe près de la réserve anishinaabe, Wikwemikong, là où en 1648 un père jésuite français, le Révérend Antoine Poncet, avait fondé sa mission.
Frémiot écrivit plusieurs lettres, longues et détaillées, à ses confrères du Canada et de l’étranger. Ces lettres sont particulièrement importantes en ce qu’elles servent de contrepartie aux récits contemporains de John McLean (en) et de Thomas Gummersall Anderson sur la région et les autochtones. Les récits sont détaillés et Frémiot fait montre d'un véritable talent d'écrivain. Par exemple une longue lettre de huit pages, adressée aux scolastiques de Laval pour raconter Huit jours de voyage à travers les forêts et les lacs du Canada pour aller confesser une Indienne malade, qu'il poste de Fort William le 11 mai 1850.
Frémiot considérait la vie des Indiens d’un point de vue très différent de celui des gens qui cherchaient à s’enrichir ou à étendre la puissance politique du Canada ; l’horreur que lui inspiraient de nombreuses coutumes, qu’il décrit, était atténuée par sa sympathie pour les personnes qu’il rencontrait. Il trouve mauvais le système de payer les chasseurs indiens avec de la marchandise de piètre valeur. Lorsqu'il assiste aux discussions qui eurent lieu en 1849 entre les représentants canadiens, dirigés par Anderson, et les Indiens de la région du fort William, il pense qu'il en sortira une solution juste. Au vu du traité conclu l’année suivante par William Benjamin Robinson,  il considéra que les Indiens une fois de plus étaient lésés.
Il était indifférent aux pressions et aux préjugés de la politique de son époque. Sa voix était celle d’un humaniste européen au milieu des grands espaces canadiens.
Le 4 juillet 1854, il se noya dans la rivière Mississagi lors d'une baignade, il est enterré près de la réserve Wikwemikong dans l'île Manitoulin.

## Sources
- History of the Diocese of Sault Ste. Marie and Marquette: Containing a Full and Accurate Account of the Development of the Catholic Church in Upper Michigan, Rezek, Antoine Ivan, 1867.
- The Catholic Encyclopedia, Charles George Herbermann, Edward Aloysius Pace..., éd. Robert Appleton , 1913
- Lettres des nouvelles missions du Canada, 1843-1852, Lorenzo Cadieux, éd.Bellarmin, 1973
- L'espace missionnaire :  actes du colloque de l'Association francophone œcuménique de missiologie, Gilles Routhier, Frédéric Laugrand, ed. KARTHALA Editions, 2002
- Anthropologie et missiologie : XIXe – XXe siècles : entre connivence et rivalité : actes du colloque conjoint du CREDIC et de l'AFOM ... à Doorn, Utrecht, du 14-18 août 2003, Olivier Servais, Gerard van't Spijker, éd. Karthala Éditions, 2004
- Dictionnaire Biographique du Canada en ligne